# Desert View Highlands (Kalifornija)
Desert View Highlands je naseljeno područje za statističke svrhe u američkoj saveznoj državi Kalifornija. Prema popisu stanovništva iz 2010. u njemu je živjelo 2,360 stanovnika.